# Aufriss

Grund- und Aufriss in Zwei-Tafel-Projektion

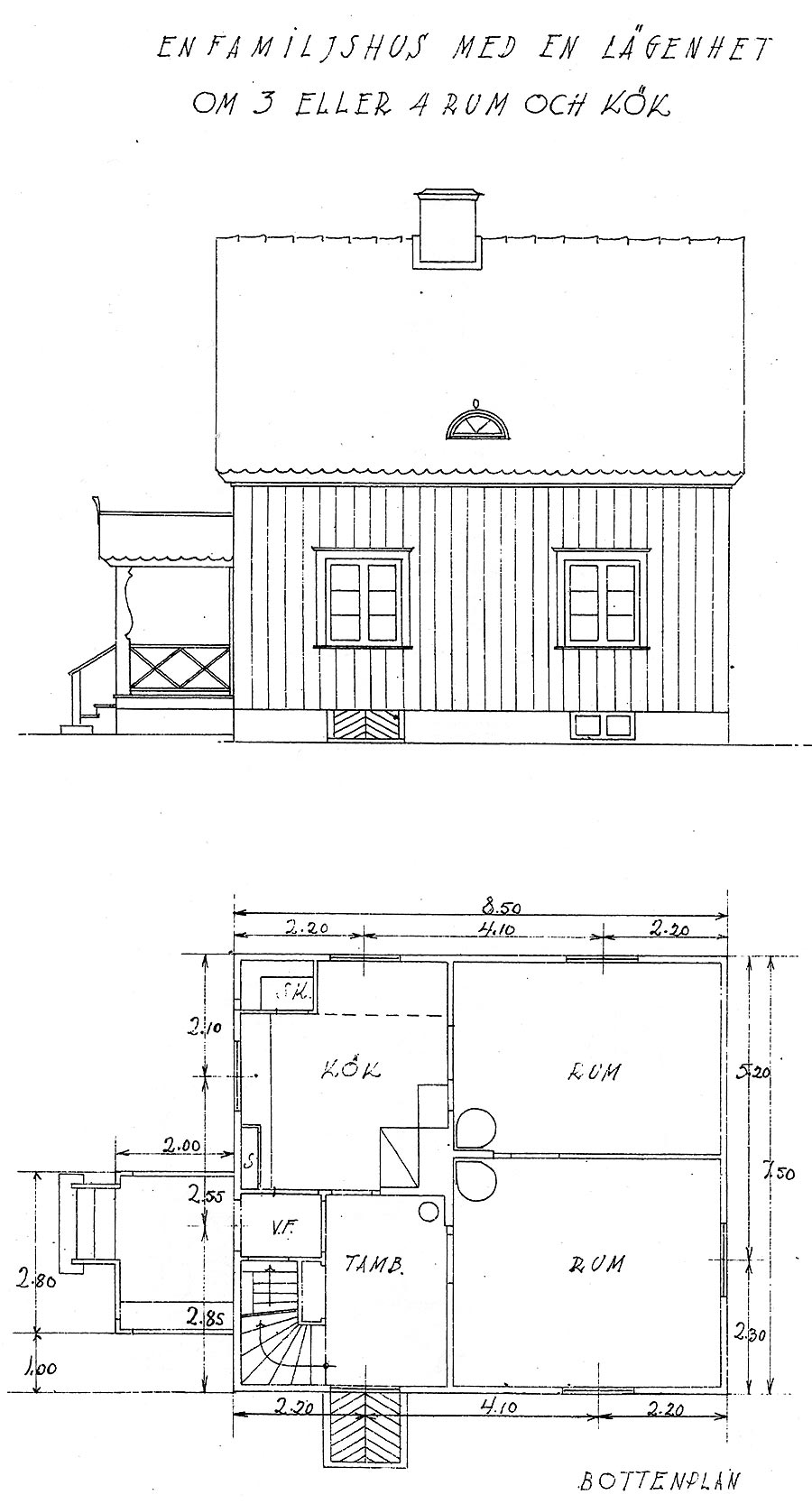
Oben der Aufriss,
unten der Grundriss eines Hauses

Der Aufriss eines räumlichen (d. h. dreidimensionalen) Objektes (z. B. eines Hauses, einer Brücke usw.) ist eine Zeichnung, die durch orthogonale Parallelprojektion der charakteristischen Kanten, Punkte und Linien des Objekts auf eine senkrecht stehende Zeichenebene entsteht. Zusammen mit dem Grundriss – der das Objekt unter orthogonaler Parallelprojektion auf eine horizontal liegende Zeichenebene zeigt – wird das räumliche Objekt eindeutig beschrieben. Daneben existieren noch Kreuzrisse, Ansichten und Schnitte. Die theoretische Grundlage liefert die Zweitafelprojektion. Zum Anfertigen des Aufrisses bedient man sich eines Reißzeugs. Bauleute wie Zimmerer fertigen Aufrisse oftmals in großem Maßstab direkt auf dem Reißboden.
Grund- und Aufrisse von realen Objekten wie Haus, Brücke usw. sind immer skalierte (verkleinerte) orthogonale Parallelprojektionen des Objektes. In Bauplänen wird oft auf 1:100 oder 1:50 oder 1:10 verkleinert.